# George Flasch
George Flasch (hebrejsky: ג'ורג' פלש, Džordž Flaš; 1909 – 22. listopadu 1990) byl sionistický aktivista, izraelský politik a poslanec Knesetu za stranu Všeobecní sionisté.

## Biografie
Narodil se ve městě Reşiţa v tehdejším Rakousku-Uhersku (dnes Rumunsko). Studoval na hebrejském gymnáziu a právo na Vídeňské univerzitě. V roce 1933 přesídlil do dnešního Izraele.

## Politická dráha
V mládí se zapojil do činnosti sionistických organizací. Angažoval se ve Svazu sionistických studentů, byl členem předsednictva židovského sportovního klubu Sport Club Hakoah Wien ve Vídni a předsednictva strany Všeobecných sionistů (zde později předsedal výboru pro zahraniční politiku). Po přesídlení do dnešního Izraele zastával také post generálního tajemníka a pak předsedy federace hnutí Makabi a světové organizace Makabi.
V izraelském parlamentu zasedl po volbách v roce 1951, kdy kandidoval za Všeobecné sionisty. Byl členem parlamentního výboru pro záležitosti vnitra a výboru pro zahraniční záležitosti a obranu.